# Chrysanthrax subandinus
Chrysanthrax subandinus är en tvåvingeart som först beskrevs av Philippi 1865.  Chrysanthrax subandinus ingår i släktet Chrysanthrax och familjen svävflugor. Inga underarter finns listade i Catalogue of Life.